# HIP 5158 b
HIP 5158 b是一顆位於鯨魚座的太陽系外行星，母恆星是橙矮星 HIP 5158，距離地球約130光年。該行星於2009年10月19日和其他系外行星一起被高精度徑向速度行星搜索器發現。